# Zone Fighter
Zone Fighter, connue au Japon comme Ryūsei Ningen Zone (流星人間ゾーン, Ryūsei Ningen Zōn) est une série de télévision japonaise diffusée du 2 avril au 24 septembre 1973, avec un total de 26 épisodes.
Cette série est apparentée au style tokusatsu; elle a été remarquée pour l'apparition en guest de Godzilla, ainsi que de deux autres monstres de la Toho, King Ghidorah et Gigan.

## Fiche technique
- Titre Original :Ryūsei Ningen Zōn
- Autres Titres :Meteor Human Zon, Zone Fighter & Zone, the Meteor Man
- Créé par :Tomoyuki Tanaka
- Réalisateurs :Ishirô Honda, Jun Fukuda et Akiyasu Kikuchi
- Scénaristes :Koji Amemiya, Jun Fukuda, Juro Shimamoto, Susumu Takeuchi, Tomoyuki Tanaka et Shozo Uehara
- Musique :Go Misawa
- Durée Totale :	780 minutes environ
- Format : 26 épisodes de 30 minutes

## Liste des épisodes
1. Destroy the Terro-Beast Missile!
2. Beat Destro-King!
3. Defeat Garoga's Subterranean Base!
4. Onslaught! The Garoga Army: Enter Godzilla!
5. Blast King Ghidorah at Point Blank!
6. King Ghidorah's Counterattack
7. Zone Family's Critical Moment!
8. Smash the Terrifying Invader!
9. Search for the Secret of the Red Spider!
10. Zone Fighter Annihilated!
11. In the Twinkling of An Eye: The Roar of Godzilla!
12. Terrorbeast HQ: Invade the Earth!
13. Absolute Terror: Birthday of Horror!
14. Insane With Anger! The Garoga Boy's Squad
15. Submersion! Godzilla, Save Tokyo!
16. Counterstrike of Terror! Garoga-Robot!
17. Go! Fighter Emergency Take off!
18. Directive: Destroy the Japanese Laboratory!
19. Order: Crush the Earth With Comet K!
20. Desperate Struggle! Can You Hear Fighter's Song?
21. Invincible! Godzilla's Violent Charge!
22. Counterstrike! Strike Down Super-Jikiro!
23. Secret of Bakugon: The Giant Terro-Beast!
24. Smash the Pin-Spitting Needlar!
25. Bloodbath! Zone & Godzilla vs the United Terro-Beast Army!
26. Pulverize Operation: Garoga Gamma-X!

## Informations complémentaires
- Godzilla est apparu dans les épisodes 4, 11, 15, 21 et 25.